# Clou (dessinateur)
Pour les articles homonymes, voir Clou (homonymie).
 (juin 2009).
Si vous disposez d'ouvrages ou d'articles de référence ou si vous connaissez des sites web de qualité traitant du thème abordé ici, merci de compléter l'article en donnant les références utiles à sa vérifiabilité et en les liant à la section « Notes et références ».
Clou, de son vrai nom Christian Louis, né en 1952 à Liège, est un illustrateur, dessinateur de presse et caricaturiste politique belge.

## Biographie
Christian Louis naît en 1952 à Liège.

### Études et années de formation
Clou, commence à dessiner vers l'âge de 5 ans. Il apprend le dessin et la peinture avec le gouachiste et peintre d'icônes Rostislas Loukine, puis à l'Académie des Arts d'Ixelles. Après des humanités latin-grec au collège Saint-Boniface, Clou étudie la bande dessinée à l'Institut Saint-Luc de Bruxelles, avec Eddy Paape et Claude Renard (1971-1974), puis la sociologie, à l'Université de Louvain. Il réalise quelques bandes dessinées dans le style réaliste. Il commence notamment à adapter en bande dessinée Le Livre de la jungle de Rudyard Kipling, avant d'opter, bientôt définitivement, pour le style humoristique.
Il rentre ensuite à la Fédération des scouts catholiques, où il exercera successivement les métiers de graphiste, d'illustrateur, de journaliste et d'éditeur. À ce titre, il dirige pendant cinq ans la rédaction du magazine pour animateurs scouts Objectifs, en y publiant notamment des numéros spéciaux sur les contes populaires et les albums pour enfants. Il dirige aussi pendant trois ans le service des publications de la FSC. On lui doit notamment la réalisation du carnet d'aventures, le carnet des louveteaux de la fédération, illustré par Godi, Frank Pé et Vink. Amateur d'images, il rédige aussi l'album consacré aux cinquante ans du calendrier scout de la FSC, publié par la fédération en novembre 1991.

### Activité artistique
Au début 1992, il s'installe à son propre compte comme illustrateur et dessinateur de presse indépendant,. Il publie notamment des cartoons dans La Libre Entreprise, le supplément économique du quotidien bruxellois La Libre Belgique et dans Croqu'Info (Fladder), ainsi que des illustrations dans Bonjour, Tremplin et Dauphin, pour le groupe des Presses Européennes, à Averbode. Ses cartoons se retrouveront dans les publications des coopératives socialistes, de l'Union belge des banques, de la fédération des maisons médicales ou de La Ligue des familles. Il réalise aussi de nombreuses illustrations publicitaires, entre autres pour le Crédit lyonnais, Mondial Assistance, les chaussures Bally ou Bruxelles-Propreté,.
C'est en 1996 que La Libre Belgique lui propose une collaboration quotidienne,. Il devient alors le caricaturiste attitré du journal. Il tient la rubrique Clou du jour. Outre son activité de dessinateur d'actualité, il réalise régulièrement pour La Libre Belgique des bandes dessinées humoristiques, en particulier le strip quotidien Le Quatrième Pouvoir, dont un recueil, aujourd'hui épuisé, est paru chez Luc Pire,. En septembre 2000, Le Quatrième Pouvoir cède la place à La Petite Bande de Clou, l'histoire d'une bande d'enfants, hommage modeste mais avoué à Charles Schulz, le créateur des Peanuts.
En juin 2010, Clou remporte le prix du public du Press Cartoon Belgium. C'est le premier francophone à obtenir ce prix. En 2012, il obtient le deuxième prix au Press Cartoon Europe.
En septembre 2012, aux éditions La Muette, paraît Martel en Tête, un recueil de ses dessins d'actualité. Il contribue également à l'album collectif de Gilles Dal Belgium Et Cetera, The great history of little Belgium by 22 Belgian press cartoonists publié aux éditions Van Halewyck en 2016.
En février 2021, un recueil de dessins intemporels, humoristiques et/ou poétiques, Je me suis fait tout seul, paraît aux éditions Samsa. En octobre de la même année, il prend sa retraite après une collaboration de 15 ans avec Entrées libres.

## Œuvre

### Publications

#### Roman
- Christian Louis, Samedi soir, la banlieue de mes rêves[11] (roman), Nemours, Henri Veyrier, 1977, 219 p. (ISBN 9782851991478 et 2851991477, OCLC 1400409391)

#### Illustration
- Meute, meute, meute[12], Rita Ameye et Guy Desmedt, FSC, 1973
- Comment engueuler son prochain en bruxellois, Georges Lebouc (auteur), illustré par Clou, Bruxelles, Éditions Le Cri, 2004  (ISBN 978-2-87106-358-2), Réédition Samsa, 2020  (ISBN 9782875932945)[13].

#### Recueils de dessins de presse
- Martel en tête[5], Bruxelles ; Lormont, éditions La Muette/Le Bord de l'eau, 2012  (ISBN 978-2-35687-190-9)
- Je me suis fait tout seul[5], Bruxelles, Samsa, 2021  (ISBN 978-2-87593-318-8)

### Collectifs
- (nl + fr) Press Cartoon Belgium 2006 : de beste cartoons uit de Belgische pers van het jaar 2005 = Press Cartoon Belgium 2006 : les meilleurs dessins de presse parus en 2005 dans la presse belge, Leuven, Van Halewyck, 2006, 143 p., ill. ; 22 cm (ISBN 90-5617-694-3)

#### Album de bande dessinée

##### Les Aventures d'Albert, le grand reporter
- Le Quatrième Pouvoir[14], Luc Pire, Bruxelles, 2000
Scénario et dessin : Clou -  (ISBN 2-930240-91-1)

#### Ouvrages
- Images du scoutisme - 50 ans de calendrier FSC[15], FSC, Bruxelles, 1991
Scénario, dessin et couleurs : collectif,Préface : Stéphane Steeman.

#### Écrits
- Christian Louis, « Ernest et Célestine, la disponibilité de l'amour », Objectifs, no 187,‎ octobre-novembre 1988, p. 12-14.

### Expositions collectives
Clou expose ses œuvres notamment avec le collectif The Cartoonist fondé par Marec.
- Maggie, Galerie The Cartoonist, Bruxelles, 2015[16] ;
- Belgium et cetera. 1830 - 2030 en dessins de presse[9],[17], Musée BELvue, Bruxelles, du 31 août au 6 novembre 2016 ;
- L'histoire de l'art belge en dessins de presse, Musée BELvue, Bruxelles, du 6 décembre 2017 au 28 janvier 2018[18].

## Prix et distinctions
- 2010 : prix du public du Press Cartoon Belgium[3] ;
- 2012 : deuxième prix au Press Cartoon Europe[8].

#### Livres
: document utilisé comme source pour la rédaction de cet article.
- Le 9e Rêve no 6, Bruxelles, Institut Saint-Luc de Bruxelles, École de recherche graphique, 2006, 144 p. (présentation en ligne), p. 28. .